# Червен божур
Червен божур, красив божур също див божур (на латински: Paeonia Peregrina) e многогодишно тревисто растение от род Божур.
В България се среща в Дунавската равнина, Североизточна България, Предбалкана, Стара Планина, Знеполски район, Западни гранични планини, Черноморско крайбрежие, Родопи, Долината на река Струма и Тунджанска хълмиста равнина. Разпространено е и в Югоизточна Европа и Западна Турция. В Румъния е популярно с името румънски божур.
Червеният божур цъфти през май и юни с червени цветове. Растението е включено в списъка на лечебните растения съгласно Закона за лечебните растения.
- Косовски божури
- Семена